# Península de Izu
La península de Izu (伊豆半島 Izu-hantō?) está situada al oeste de Tokio, entre el monte Fuji y el océano Pacífico, en la isla japonesa de Honshu. Actualmente forma parte de la prefectura de Shizuoka.

## Descripción
Al sur de la península se encuentra un archipiélago volcánico de ocho islas conocido como islas de Izu (Izu shōtō). Izu traduce «lugar de aguas termales». 
Tanto la península como las islas son un popular destino turístico no solamente para los japoneses sino también para visitantes de otros países que acuden para practicar submarinismo y otros deportes acuáticos.

## Transporte
Las estaciones ferroviarias de Atami y Mishima, en la línea Tokaido, son utilizadas por los turistas, que acceden a la península por ferrocarril. El tiempo de viaje, desde Tokio, es de 35 minutos, utilizando el Shinkansen. Una línea ferroviaria turística, llamada Izu Kyuko, bordea la costa este de la península.
Asimismo, Izu es un apellido japonés y el nombre de un asteroide descubierto por Yoshiaki Oshima desde el observatorio Gekko.

## Galería de imágenes

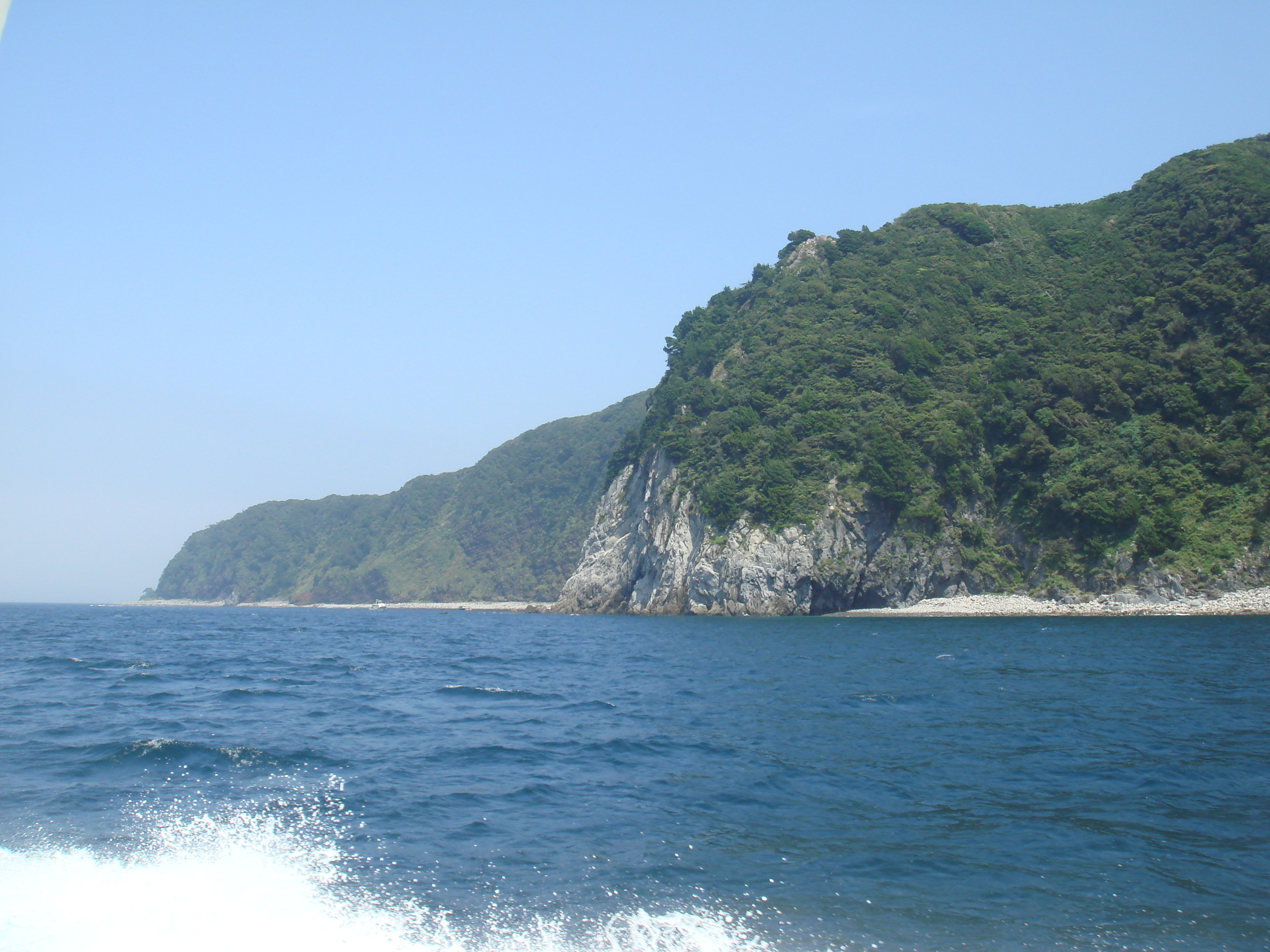
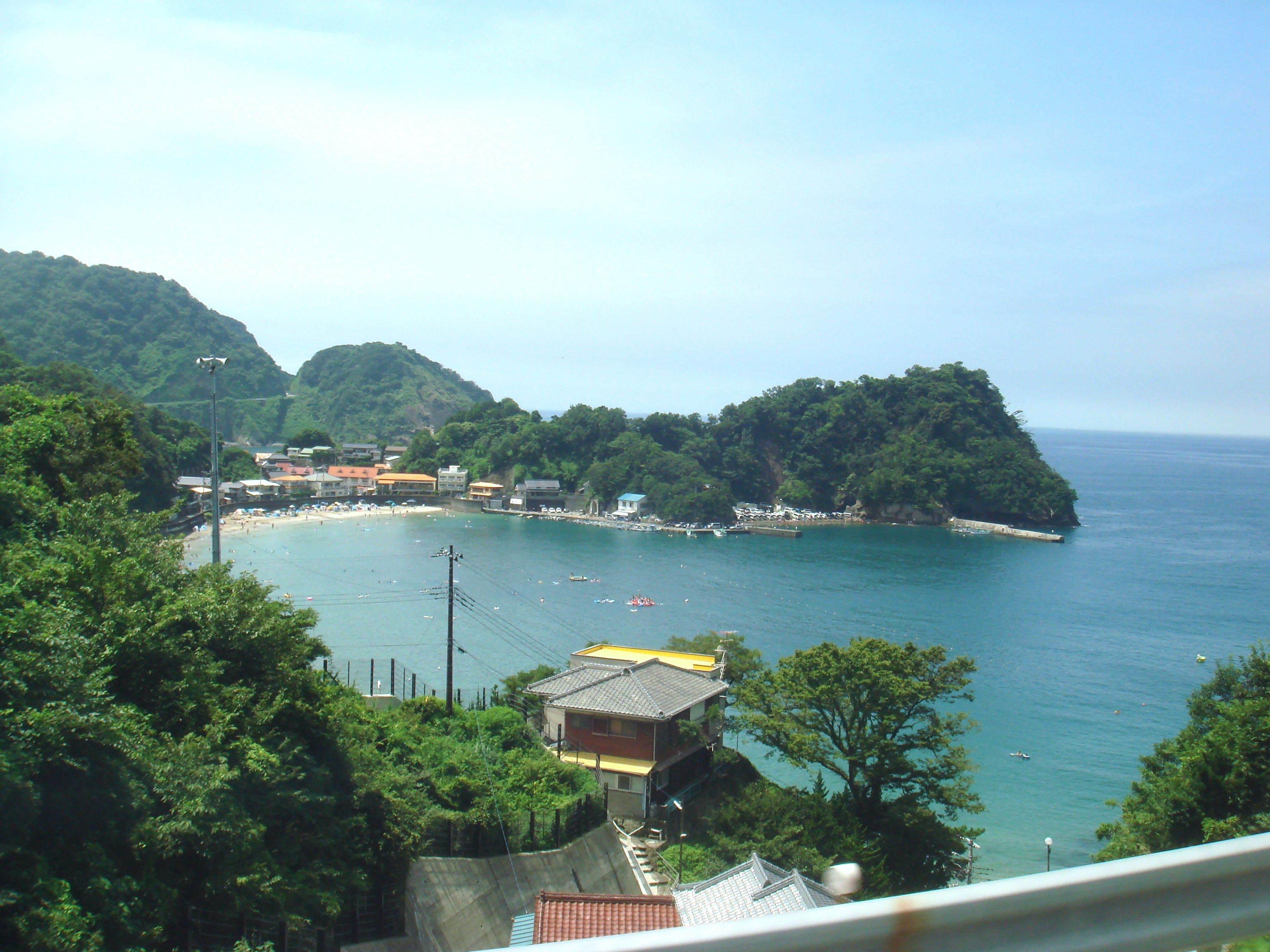
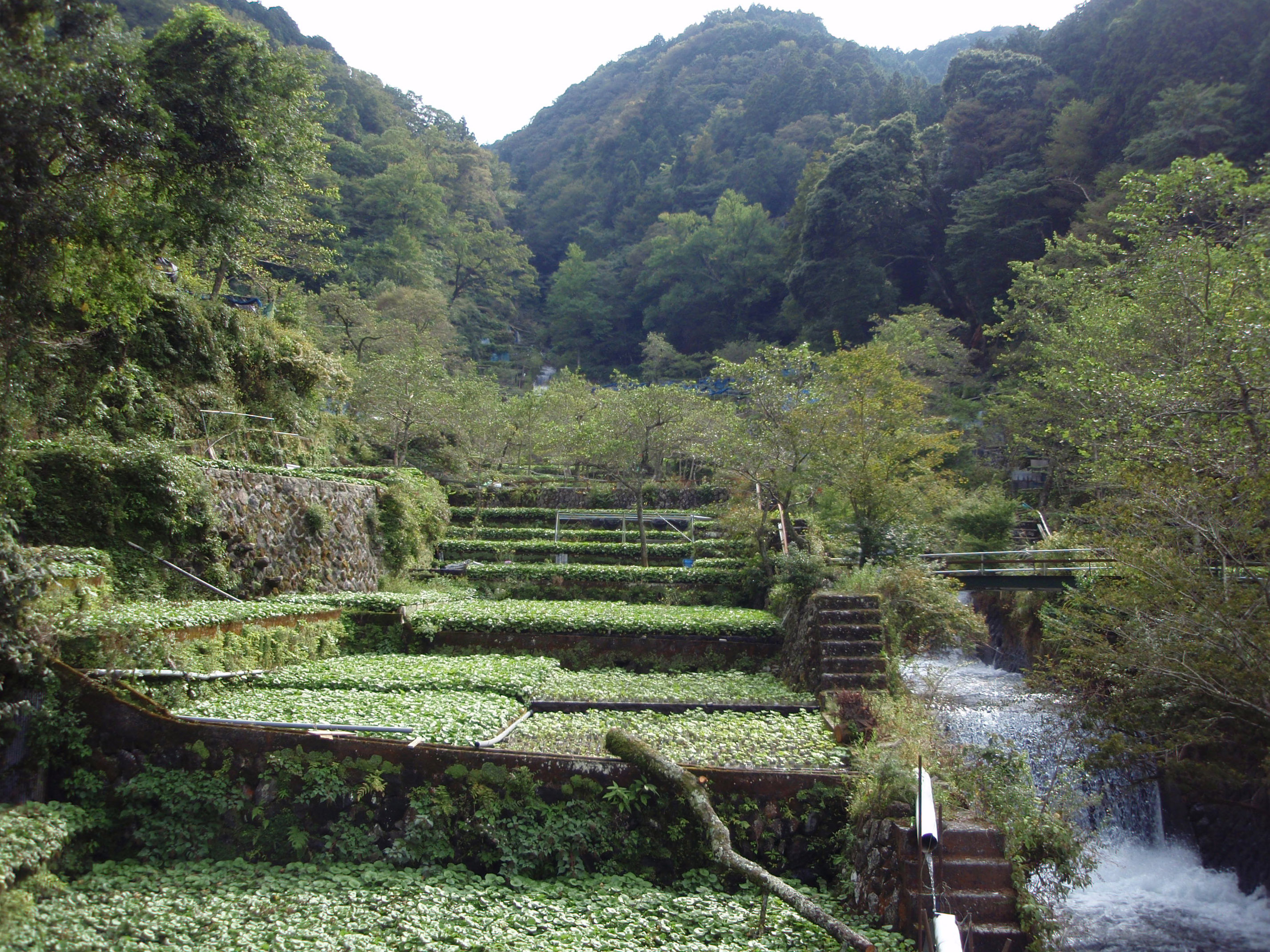
Cultivos de wasabi